# B-Link
B-Link je festival novih komunikacija, koji se svake godine održava u Beogradu.

## 2006.
Prvi festival je organizovan u galeriji „Ozon“ od 3. do 9. aprila 2006. godine. Zamišljen je kao festival digitalne umetnosti, veb dizajna, internet komunikacija i stvaralaštva. Tokom festivala su se organizovale prezentacije, projekcije, striminzi, interaktivna predavanja i radionice. Program je podeljen u dve celine, jedna posvećena poslovnoj a druga umetničkoj strani internet sveta.

## 2007.
Drugi festival je održan pod imenom „B-Link 01“ u galeriji Ozon od 15. do 22. aprila 2007. godine. Festival je sem revijalnog imao i takmičarski deo. Među takmičarskim kategorijama su bili i veb produkcija, projekti iz oblasti biznisa, umetnosti, „my space“ stvaralaštva, kratka digitalna forma na temu „Upload/download”, kao i u kategoriji fotografije, video i audio zapisa. Dodeljene su nagrade za najbolju amatersku fotografiju snimljenu mobilnim telefonom na temu „to sam ja” i specijalna „B-link” nagrada za najinventivniji projekat u oblasti novih komunikacija.

## 2008.
Treći po redu festival je održan u galeriji Ozon od 1. do 5. oktobra 2008. godine pod temom „Virtual me“ u nekoliko celina  „Buisness Me“, „Commercial Me“, „Social Me“ i „Fun For Me“.

## 2009.
Četvrti festival je održan sa podnaslovom „Virtual evolution“ od 1. do 4. oktobra 2009. godine. Svako veče je bilo celina za sebe pod drugačijim nazivom sa osnovnom temom komunikacije, muzičke komunikacije, komunikacije reklamama, internet komunikacije i inovativne komunikacije.

## 2010.
Peti festival je održan u galeriji Ozon od 16. do 19. decembra sa podnaslovom „Face 2 face o društvu i mrežama“. Najveći deo festivala je bio posvećen novim fenomenima društvenih mreža.

## 2011.
Godine 2011. održan je šesti po redu festival od 14. do 20. novembra u Domu omladine i još na nekoliko lokacija u gradu.

## Spoljašnje veze
- Zvanični sajt
- Galerija ozon Архивирано на веб-сајту  (24. новембар 2011)